# Vista Alegre (Krater)
Koordinaten: 25° 57′ 0″ S, 52° 41′ 0″ W
Vista Alegre ist ein Einschlagkrater im brasilianischen Bundesstaat Paraná.

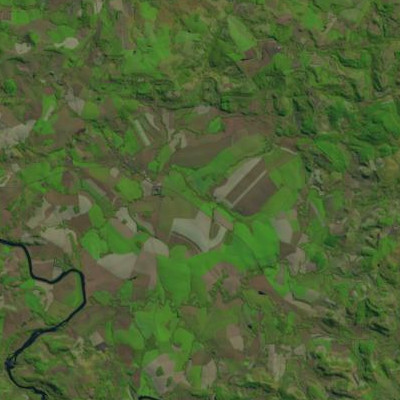
Krater Bild Vista Alegre

Der Durchmesser des Kraters beträgt 9,5 Kilometer, sein Alter wird auf weniger als 65 Millionen Jahre geschätzt. Die Einschlagstruktur ist auf der Erdoberfläche sichtbar.